# Martinus Fogelius
Martinus Fogelius (Hamburg, 17 april 1634 – Hamburg, 21 oktober 1675) was een Duitse arts en linguist. Hij werd later gezien als de vader van de Finoegristiek, aangezien hij als eerste aantoonde dat het Fins en het Hongaars aan elkaar verwant zijn. Martinus Fogelius was ook wel bekend onder de naam Martin Fogel of Martinus Fogelius Hamburgensis. 

## Leven en werk
Martinus Fogelius werd op 17 april 1634 in Hamburg geboren als de zoon van Martin  en Judith Fogel. Hij bezocht het Johanneum, 'die Gelehrtenschule des Johanneums', een gymnasium in Hamburg. Hij studeerde o.a. Hebreeuws en Syrisch bij de Hamburgse geleerde Aegidius Gutbier.  Ook bestudeerde hij Arabisch. Op 30 april 1653 verliet hij Hamburg om in Gießen aan de universiteit te studeren. Op 25 juli 1654 ging hij aan de theologische faculteit van de Universiteit van Straatsburg verder met zijn studie. 
Aan het einde van zijn studie verbleef hij in Padua, waar hij ook op 29 januari 1663 tot doctor medicinae werd gepromoveerd. In 1664 kwam hij in contact met de Groothertog van Florence Cosimo III, die hem enkele jaren later vroeg een Fins woordenboek en grammatica toe te sturen. Hierdoor kreeg Fogelius interesse in de Finse taal en ging op onderzoek uit. Hij ging zich bezighouden met het vraagstuk van verwantschap van talen. Hij probeerde de 'Finni' (Finnen) met de 'Hunni' (Hongaren) te vergelijken.
Vanaf september 1666 werkte Fogelius als arts. Drie jaar later trouwde hij op 17 mei 1669 met Gesa Rademann, waarmee hij vier dochters en een zoon kreeg. Enkele jaren latere werd Fogelius op 25 februari 1675 Professor in de Logica en Metaphysica aan het nieuw opgerichte gymnasium in Hamburg. 
Op 26 maart 1669 stuurde hij een Nomenclator, een woordenlijst en grammatica naar Cosimo III. Dit werk had nog geen wetenschappelijke status, maar kan wel gezien worden als de inleiding voor zijn latere werk De linguae finnicae indole observationes. In deze inleiding wees Fogelius erop dat het Fins en het Hongaars aan elkaar verwant zijn.
In zijn werk De linguae finnicae indole observationes bewees Fogelius dat niet alleen de woorden uit het Fins en Hongaars op elkaar lijken, maar dat ook de structuren van de talen aan elkaar verwant zijn. Fogelius wilde niet alleen het Fins en het Hongaars vergelijken, maar nog meerdere talen aan zijn onderzoek toevoegen.
Op 21 oktober 1675 stierf hij aan febris purpurea, waarna het manuscript in de vergetelheid raakte en meer dan tweehonderd jaar in de Nationale bibliotheek van Florence bleef liggen. In 1888 kwam Professor E.N. Setälä Fogelius en zijn werk op het spoor. Na Fogelius' briefwisseling teruggevolgd te hebben, vond hij een tweede kopie van Fogelius' manuscript in de Koninklijke bibliotheek van Hannover, in de nalatenschap van Gottfried Wilhelm Leibniz. Het manuscript bleek van grote waarde voor de Finoegristiek, maar toen het tweehonderd jaar na het opstellen door Setälä werd ontdekt, was deze informatie al lang bekend. De Hongaar Johannis Sajnovics had namelijk in 1770 in zijn werk Demonstratio. Idioma Ungarorum et Lapponum idem isse de verwantschap tussen Fins en Hongaars ook al aangetoond. Fogelius is echter wel de eerste persoon die de verwantschap tussen de twee talen ontdekte. 

## Trivia
De hoofdzaal van het Instituut voor Finoegristiek in Hamburg is vernoemd naar Martinus Fogelius. 